# Religião natural
 Religião natural mais frequentemente significa a "religião da natureza", na qual Deus, as almas, os espíritos, e todos os objetos do sobrenatural são considerados como parte da natureza e não separados dela. Por outro lado, também é usado na filosofia para descrever alguns aspectos da religião que são ditos para serem cognoscíveis aparte da revelação divina apenas através da lógica e razão (ver Deísmo e Teologia natural), por exemplo, a existência do Motor imóvel, a primeira causa do universo.
A maioria dos autores considera a religião natural não apenas como o fundamento das religiões monoteístas, como o judaísmo, o cristianismo, e o islamismo, mas também como distinta delas. Segundo alguns autores, aspectos da religião natural são encontrados universalmente entre todos os povos, muitas vezes em tais formas como xamanismo e animismo. Eles ainda são praticados em muitas partes do mundo. As religiões das sociedades nativas americanas, por exemplo, são consideradas como possuindo alguns aspectos da religião natural.

## Definição
Religião natural pode ter os seguintes significados:
- No moderno estudo da religião, é usado para se referir à noção de que há uma apreensão religiosa espontânea do mundo comum a todos os seres humanos, ver:
  - ur-religião
  - origem da religião
  - antropologia da religião
- Como uma forma reverente de adoração à natureza, incorporada em uma declaração de Frank Lloyd Wright: "Coloco N maiúsculo na Natureza e a chamo de minha Igreja".[4]
- Referindo-se às religiões das pessoas antes de sua cristianização.

## História
Os princípios básicos da religião natural foram delineados por Aristóteles, em cujo hilomorfismo, todas as coisas são feitas de matéria e forma. A forma de cada ser vivo é a alma, que guia e dirige seu desenvolvimento. Muitas religiões naturais consideram Deus a "alma do universo".
O monoteísmo primitivo tinha muitos elementos naturalistas. O céu e o inferno eram considerados lugares físicos acima e abaixo da Terra e esperava-se que a "salvação" trouxesse a ressurreição do corpo.
No século IV, os cristãos estavam preocupados com o fato de Jesus não ter retornado e se perguntavam o que aconteceu com aqueles que morreram antes da Segunda Vinda de Cristo. Os cristãos, liderados por Agostinho de Hipona e sob a influência tanto do gnosticismo quanto do neoplatonismo, desenvolveram uma nova crença na alma como capaz de uma existência separada e abstrata do mundo material. As almas humanas, diferentemente das dos animais, sobreviveriam à morte e, dependendo do julgamento de Deus, seriam transferidas para os reinos não materiais do céu ou do inferno e o novo reino do limbo para os não batizados e purgatório para aqueles que não merecem o inferno, mas não são purificados para o céu.
Outra distinção do monoteísmo é encontrada na crença cristã em milagres, em que Deus intervém na história de fora da natureza. Filósofos romanos antigos e outros desde então se opuseram a esta doutrina cristã como Deus violando suas próprias leis naturais. Os cristãos tiveram que separar Deus mais completamente do universo natural para mostrar como isso poderia ser possível. Havia tendências neoplatônicas semelhantes no judaísmo e no islamismo, que também viam Deus agindo na história.
As religiões naturais, ao contrário, consideram o sobrenatural como parte do universo natural.

## Visões modernas
Uma das primeiras tentativas de desenvolver uma ciência da religião foi The Varieties of Religious Experience, do filósofo americano William James. James viu a experiência básica na qual unificou todas as religiões como um evento pessoal que às vezes muda a vida, no qual se percebe a conexão de todas as coisas como um todo unificado.
James definiu os fundamentos de toda religião, incluindo a religião natural, quando ele escreveu: "Se alguém caracterizasse a vida da religião nos termos mais amplos e gerais possíveis, poderíamos dizer que ela existe da crença de que existe uma ordem invisível e que nosso bem supremo está em nos ajustarmos harmoniosamente a ela."
Certos aspectos da religião natural (isto é, verdades religiosas que são conhecidas apenas pela razão humana) são encontrados em diferentes culturas, embora nem sempre inteiramente intactos, e em graus variados, de acordo com filósofos como Tomás de Aquino e Malebranche.
Alguns cientistas modernos, como o biólogo britânico Rupert Sheldrake, acreditam que novas descobertas coincidem com a crença de Aristóteles na alma. Forças como magnetismo, gravidade e mecânica quântica também apontam para forças não materiais agindo na natureza, acredita Sheldrake.